# Amador Castro Moure
Amador Castro Moure (Nandulfe, lugar de Pedrafita, Chantada, 1962) es un escritor español en lengua gallega.

## Biografía
Vivió desde muy joven en Barcelona. Licenciado en Ciencias Políticas y Sociología, trabaja como programador de aplicaciones informáticas y administrador de la red.
En el ámbito musical fundó el grupo 100.000 Profilácticos y posteriormente fue guitarrista en Alicia hits con Carlos Zanón. Como escritor, en 2013 publicó Memorias de antes do encoro, una novela en la que el protagonista viaja desde París a una Galicia rural, olvidada e inundada bajo una presa y que fue editada en castellano como Memorias de antes del embalse. En 2018 publicó Pillabán, pillabán (Ed. Tandaia), novela ambientada en Cereixa (Puebla del Brollón) en el siglo XV en la época de María Castaña. En junio de 2019 ganó el Premio Xerais de Novela con Shanghai a Barcelona, una obra sobre la emigración gallega a la ciudad catalana. El jurado consideró que «presenta un uso original de voces narrativas, confiadas entre sí con afán de continuidad; enfatizando la viveza y naturalidad de los diálogos y la creación efectiva de una atmósfera sofocante a lo largo de la novela, además de fusionar un registro coloquial de los personajes con un lenguaje lírico presente en forma de haiku».